# 孫秀 (西晉)
孫秀（3世纪—301年），字俊忠，琅琊郡（治所在今山东省临沂市）人。是西晋时期的大臣，曾任中书令、侍中、中书监、骠骑将军、仪同三司，后被攻杀于中书省。後來發動孫盧之亂的孫恩是其族人。

## 生平
孫氏家族世奉五斗米道。孫秀早年為琅琊小吏，狡黠自喜，潘岳痛恶其为人，数挞辱之。
后孫秀成为司马伦亲信，晉升侍郎。赵王司马伦为镇西将军，挠乱关中，氐羌于元康六年（296年）反叛。当时雍州刺史解系上表欲杀孫秀以谢氐羌，朝廷不許，只召回司馬倫和孫秀，由梁王司馬肜任鎮西將軍。孙秀的友人辛冉从关中回来对梁王司马肜说：“氐羌自己造反，不是孙秀干的”，因而免死。
晋惠帝太子司马遹因得罪贾皇后以及其党羽被废后，太子宠臣右卫督远房宗室司马雅和常从督许超与孙秀密谋：“国家没有合适的继承人，社稷将危，必有拥立太子的行动。而您和皇后的关系亲密，太子被废的事情，大家都说您预先知道，一旦太子反正，您肯定躲不了，为何不和我们一起先拥立太子？”孙秀将计划告诉司马伦，司马伦深以为然，主意定好之后，孙秀又劝司马伦说：“太子为人刚猛，到了得志之日，一定随心所欲按照性情来，明公您一向听命贾皇后，街谈巷议都认为您是贾皇后党羽。现在即便是建大功于太子，太子即便忍宿怨，太子也未必会感激您，还会认为您是迫于压力帮助太子以免罪。一旦有过失，仍不会免于一死。不如拖延时间，贾皇后必然会杀害太子，然后趁机打着为太子报仇的旗号废贾皇后，不仅可以立功，还可以凭功掌权。”司马伦同意。孙秀为了拱火，施反间计，说殿中之人想要了废皇后，迎立太子。同时还故意散播先前的密谋，使得贾谧得知，司马伦和孙秀还劝说贾谧尽快杀害太子以绝众望。贾皇后听说后忧惧，于永康元年三月（300年四月）矫诏并派遣曾和她私通的太医程据毒害太子。孙秀因为协助司马伦掌权，以大郡为封地。
孙秀派人求石崇的宠妾绿珠不得，于是劝当时掌权的司马伦诛杀石崇和他外甥欧阳建。而石崇和欧阳建以及黄门侍郎潘岳密谋劝淮南王司马允和齐王司马冏起兵讨伐司马伦，结果密谋被孙秀得知，孙秀收捕三人。潘岳曾轻辱孙秀，孙秀得势之后，潘岳试着讨好孙秀问到“您还记得往日的交情吗？”孙秀引用诗经中的“中心藏之，何日忘之！”表明自己没有一天忘记。潘岳自知不能免祸。不久，永康元年八月，孙秀借故诬陷潘岳、石崇和欧阳建密谋推翻司马伦并夷三族。
同月，孙秀上书建议给相国司马伦加九锡，百官不敢有异议，唯吏部尚书刘颂反对，司马伦手下的张林欲诬陷刘颂为张华一党想要诛杀，被孙秀劝止。于是下诏，加司马伦加九锡，以孙秀为侍中、辅国将军，相国司马、右率如故。
永康元年十一月（300年12月），孫秀曾因羊献容的外祖父孙旗是自己的同族，而立她为晋惠帝的皇后。
永康二年（301年）正月，孙秀指使赵奉诈称司马懿说“司马伦尽早称帝”，于是司马伦篡位，以孙秀为侍中、中书监、骠骑将军、仪同三司。孙秀协助司马伦篡位后，对孙秀十分敬重。孙秀当时住在司马昭为曹魏相国的府邸，司马伦事无巨细都会向孙秀咨询。而司马伦的诏书命令，孙秀也可以随意更改。由于张林一直与孙秀不合，并且不满没有得到开府的待遇，私自写信给世子司马荂，劝说诛杀孙秀，结果司马荂将信转交给司马伦，接着司马伦给孙秀看，孙秀劝司马伦诛杀张林并夷三族。
永康二年（301年）三月，齐王司马冏、成都王司马颖、常山王司马乂、新野公司马歆、河间王司马颙等人起兵反孫秀。
永康二年（301年）闰三月，征虏将军张泓所率军齐王司马冏击败，孙秀于是假称已经攻破齐王军队，令百官都来祝贺。
自三王起兵以来，群臣将士都想诛杀司马伦和孙秀，孙秀十分害怕，躲在中书省。听闻讨伐成都王的军队在湨水被击败，愤懑害怕不知所为。逃回的孙会、许超、士猗和孙秀商讨，要么收集残兵出战、要么焚烧宫室，诛杀不跟随的人，挟持司马伦南逃投奔孙旗、孟观，要么欲乘船东走入海，主意未定。四月，孫秀以及孙会、许超、士猗於中书省被广陵王司马漼、左卫将军王舆所杀。赵王伦被俘賜死，死前曰：“孙秀误我，孙秀误我”。

## 家庭

### 子
至少两个儿子。其中一名为孫会，身材矮小面相丑陋，二十歲為射声校尉，娶河东公主為妻。以前和富家子弟在城西贩马。突然听说孙秀娶了公主，百姓莫不骇愕。另一名不详。

## 评价
- 有人对张华说：“而秀变诈，奸人之雄。”[19]
- 《晉書·孝惠帝纪》：“至使逆臣孙秀敢肆凶虐，窥间王室”
- 《晉書·赵王司马伦传》：“秀亦以狡黠小才，贪淫昧利”